# Дан (Северна Каролина)
Дан (енгл. Dunn) град је у америчкој савезној држави Северна Каролина.

## Демографија
По попису из 2010. године број становника је 9.263, што је 67 (0,7%) становника више него 2000. године.
| Група             | 2000.         | 2010.         |
| Белци             | 4.948 (53,8%) | 4.516 (48,8%) |
| Афроамериканци    | 3.790 (41,2%) | 3.940 (42,5%) |
| Азијати           | 55 (0,6%)     | 77 (0,8%)     |
| Хиспаноамериканци | 206 (2,2%)    | 491 (5,3%)    |
| Укупно            | 9.196         | 9.263         |